# 28 oktober
28 oktober är den 301:a dagen på året i den gregorianska kalendern (302:a under skottår). Det återstår 64 dagar av året.

## Återkommande dagar

### Nationaldagar
- Tjeckiens (före 1993 Tjeckoslovakiens) nationaldag.

### Helgondagar
- Aposteln Judas Taddaios helgondag

### Årsdagar
- Bilens dag[1]

## Namnsdagar

### I den svenska almanackan
- Nuvarande – Simon och Simone
- Föregående i bokstavsordning
  - Judas – Namnet fanns, till minne av Judas Taddaios, som var en lärjunge av Jesu lärjungar, på dagens datum före 1901 då det utgick.
  - Simeon – Namnet förekom före 1620 på 27 juli, men fanns, till minne av Symeon styliten ett helgon från 400-talet, före 1901 framförallt på 5 januari, men utgick detta år. 1986 återinfördes det på dagens datum, men utgick åter 1993.
  - Simon – Namnet har, till minne av Simon Ivraren, som var en lärjunge av Jesu lärjungar, funnits på dagens datum sedan gammalt och har inte flyttats.
  - Simone – Namnet infördes på dagens datum 1986 och har funnits där sedan dess.
- Föregående i kronologisk ordning
  - Före 1901 – Simon och Judas
  - 1901–1985 – Simon
  - 1986–1992 – Simon, Simeon och Simone
  - 1993–2000 – Simon och Simone
  - Från 2001 – Simon och Simone
- Källor
  - Brylla, Eva (red.). Namnlängdsboken. Gjøvik: Norstedts ordbok, 2000 ISBN 91-7227-204-X
  - af Klintberg, Bengt. Namnen i almanackan. Gjøvik: Norstedts ordbok, 2001 ISBN 91-7227-292-9

### Finlandssvenska almanackan
- Nuvarande från 2015[2] – Simon, Simone
- I föregående revideringar[a][3]
  - 1929–2014 – Simon

## Händelser
- 306 – Maxentius, son till före detta kejsaren Maximianus, utropas till kejsare.
- 312 – Konstantin den store besegrar Maxentius i slaget vid Pons Mulvius och blir därmed den ende romerske kejsaren i väster.
- 969 – Antiokia faller under Bysans.
- 1061 – Honorius II utses till motpåve.
- 1216 – Sedan Johan har avlidit en vecka tidigare efterträds han som kung av England och herre över Irland av sin son Henrik III. Tronpretendenten Ludvig Lejonet gör honom rangen stridig till året därpå, då denne avsäger sig anspråken på den engelska tronen.
- 1420 – Peking utnämns officiellt till Mingdynastins huvudstad. Samma år färdigställs den förbjudna staden, dess maktcentrum.
- 1449 – Kristian I kröns till kung av Danmark.
- 1492 – Christofer Columbus landstiger på Kuba.
- 1538 – Den så kallade nya världen får sitt första universitet när Universidad Santo Tomás de Aquino grundas på ön Hispaniola, idag Dominikanska republiken.
- 1704 – 3 000 svenska kavallerister ledda av Karl XII besegrar en sachsisk styrka i slaget vid Punitz.
- 1707 – En jordbävning inträffar i Japan. Med 5000 dödsoffer är jordbävningen den dödligaste i landets historia fram till 2011.
- 1726 – Jonathan Swifts Gullivers resor publiceras för första gången.
- 1793 – Eli Whitney ansöker om patent för sin egrenermaskin.
- 1820 – Sveriges första sparbank öppnas av Eduard Ludendorff i Göteborg.
- 1886 – Frihetsgudinnan invigs i New Yorks hamninlopp.
- 1893 – Pjotr Tjajkovskijs Symfoni nr 6 i h-moll Pathétique, har premiär i Sankt Petersburg, nio dagar före tonsättarens död.
- 1908 – Klubben Örebro SK grundas på Trädgårdsgatan 28 i Örebro.
- 1918 – Tjeckoslovakien blir självständigt från Österrike-Ungern.
- 1922 – Marschen mot Rom av italienska fascister. Mussolini utses till regeringschef.
- 1940 – Andra världskriget: Italien invaderar Grekland.
- 1950 – Nio personer omkommer då en rälsbuss kolliderar med ett persontåg på sträckan Godegård–Mariedamm.
- 1958 – Sedan Pius XII avlidit den 9 oktober väljs Angelo Giuseppe Roncalli till påve och tar namnet Johannes XXIII.
- 1962 – Kubakrisen tar slut när Sovjetunionens ledare Nikita Chrusjtjov meddelar att de sovjetiska missilerna ska tas bort från Kuba.
- 1966 – Sveriges sista träkolsblästermasugn i Svartå, Degerfors kommun läggs ned.
- 1972 – Snabbmatskedjan McDonald’s öppnar sin första restaurang i Sverige på Kungsgatan i Stockholm.
- 1981 – Den sovjetiska ubåten U 137 upptäcks i Gåsefjärden utanför Karlskrona, där den har gått på grund föregående kväll.
- 2004 – Det Kvindelige Velgørende Selskab i Danmark upplöses.[4]
- 2007
  - IFK Göteborg besegrar Trelleborg med 2–0 inför 43 000 åskådare. Göteborgslaget vinner därmed årets allsvenska och detta blir dess 18:e SM-guld.
  - SAS VD Mats Jansson meddelar att alla SAS Dash 8-Q400 permanent ska tas ur trafik.[5][6]
- 2013
  - Stormen Simone drar in över Brittiska öarna och andra delar av Europa, däribland Sverige.
  - Malmö FF slår IF Elfsborg på Borås Arena med 2–0 och tar därmed sin 20:e allsvenska serieseger. Matchen hotas av stormen Simone, men blir av eftersom domaren Jonas Eriksson inte bedömer att publiken eller spelarna kommer utsättas för fara.

## Födda
- 1017 – Henrik III, tysk-romersk kejsare 1046–1056.
- 1435 – Andrea della Robbia, italiensk skulptör och keramiker.
- 1510 – Franciskus Borja, spansk präst, jesuit och helgon.
- 1550 – Stanislaus Kostka, polskt helgon.
- 1554 – Enevold Kruse, dansk adelsman och riksståthållare i Norge 1608–1618.
- 1585 – Cornelius Jansen, nederländsk teolog.
- 1690 – Peter Tordenskjold, norsk sjömilitär.
- 1696 – Moritz, greve av Sachsen, marskalk av Frankrike.
- 1767 – Marie av Hessen-Kassel, drottning av Danmark 1808–1839 och av Norge 1808–1814, gift med Fredrik VI.
- 1793 – Eliphalet Remington, vapentillverkare.
- 1798 – Giuditta Pasta, italiensk operasångare.
- 1816 – Malwida von Meysenbug, tysk författare.
- 1825 – Aron Siöcrona, svensk militär och riksdagspolitiker.
- 1840 – Joseph W. Fifer, amerikansk republikansk politiker, guvernör i Illinois 1889–1893.
- 1846
  - Georges Auguste Escoffier, fransk mästerkock
  - Louis E. McComas, amerikansk republikansk politiker och jurist, senator (Maryland) 1899–1905.
- 1875 – Gilbert Hovey Grosvenor, amerikansk geograf, grundare av National Geographic Society.
- 1885 – Per Albin Hansson, svensk socialdemokratisk politiker, Sveriges statsminister 1932–1936 och 1936–1946.
- 1886 – Nils Wahlbom, svensk skådespelare.
- 1894 – Thomas J. Herbert, amerikansk republikansk politiker och jurist, guvernör i Ohio 1947–1949.
- 1896 – Howard Hansen, kompositör.
- 1897 – Edith Head, amerikansk modeskapare och kostymör.
- 1899 – Hilding Hagberg, svensk politiker, ordförande för Sveriges kommunistiska parti 1951–1964.
- 1902 – Elsa Lanchester, brittisk skådespelare.
- 1903
  - Elly Holmberg, svensk dansare.
  - Evelyn Waugh, brittisk författare.
- 1909 – Francis Bacon, målare.
- 1912 – Richard Doll, brittisk läkare och cancerforskare.
- 1914
  - Dody Goodman, amerikansk komiker och skådespelare.
  - Jonas Salk, amerikansk vetenskapsman, upptäckare av poliovaccinet.
  - Richard Synge, brittisk biokemist, mottagare av Nobelpriset i kemi 1952.
  - Ria Wägner, svensk journalist och tv-programledare.
- 1915 – Paul Jarrico, screenwriter.
- 1916 – Jack Soo, skådespelare.
- 1921
  - Allan Linder, svensk skådespelare.
  - Lars Nordrum, norsk teater- och filmskådespelare.
- 1927
  - Cleo Laine, brittisk sångare och skådespelare.
  - Sven Sjönell, svensk skådespelare, regiassistent och scripta.
- 1929
  - Elisabeth Killander, svensk sjuksköterska.
  - Joan Plowright, brittisk skådespelare.
- 1932 – Suzy Parker, amerikansk fotomodell och skådespelare.
- 1933 – Garrincha, brasiliansk fotbollsspelare.
- 1938 – Anne Perry, författare.
- 1939 – Jane Alexander, amerikansk skådespelare.
- 1942 – Kees Verkerk, nederländsk skridskoåkare.
- 1944 – Dennis Franz, amerikansk skådespelare.
- 1945 – Wayne Fontana, musiker.
- 1948 – Telma Hopkins, sångare.
- 1949 – Caitlyn Jenner (tidigare Bruce Jenner), amerikansk idrottsman, tiokampare.
- 1953 – Desmond Child, amerikansk musiker, producent och låtskrivare.
- 1955 – Bill Gates, amerikanska företagare, medgrundare och styrelseordförande av Microsoft.
- 1956 – Mahmoud Ahmadinejad, iransk politiker, president 2005–2013.
- 1957 – Zach Wamp, amerikansk republikansk politiker.
- 1958 – Thom Eklund, ishockeyspelare, VM-guld och kopia av Svenska Dagbladets guldmedalj 1987.
- 1962 – Daphne Zuniga, amerikansk skådespelare.
- 1963
  - Eros Ramazzotti, italiensk popsångare.
  - Lauren Holly, amerikansk skådespelare.
- 1964 – Paul Wylie, champion i konståkning.
- 1965 – Jami Gertz, amerikansk skådespelare.
- 1967 – Julia Roberts, amerikansk skådespelare.
- 1968 – Marjaana Maijala, finländsk skådespelare.
- 1969 – Mia Laiho, finländsk politiker.
- 1970  – Christian Skolmen, norsk skådespelare.
- 1974 – Joaquin Phoenix, amerikansk skådespelare.
- 1975 – Sara Alström, svensk skådespelare
- 1977 – Lauren Woodland, amerikansk skådespelare
- 1980
  - Alan Smith, engelsk fotbollsspelare
  - Alfonso Gomez, amerikansk boxare
- 1981 – Milan Baroš, tjeckisk fotbollsspelare
- 1985 – Troian Bellisario, amerikansk skådespelare
- 1991 – Gabriela Dias, brasiliansk vattenpolospelare
- 1996 – Jack Eichel, amerikansk ishockeyspelare
- 1997 – Taylor Fritz, amerikansk tennisspelare

## Avlidna
- 1138 – Boleslav III, 52, kung av Polen
- 1412 – Margareta, 59, regerande drottning av Danmark och Norge sedan 1387 och av Sverige sedan 1389
- 1704 – John Locke, 72, engelsk filosof under upplysningstiden
- 1708 – Georg av Danmark, 55, engelsk och skotsk prinsgemål 1702–1707, irländsk prinsgemål sedan 1702 och brittisk prinsgemål sedan 1707 (gift med Anna)
- 1740 – Anna Ivanovna, 47, regerande rysk tsaritsa 1730–1740
- 1774 – Jean Löfblad, svensk skådespelare
- 1810 – Edward Carrington, 62, amerikansk politiker
- 1818 – Abigail Adams, 73, hustru till president John Adams och mor till president John Quincy Adams
- 1857 – Eugène Cavaignac, 55, fransk militär och politiker, franska ministerrådets president 28 juni–20 december 1848
- 1900 – Friedrich Max Müller, 76, tysk orientalist
- 1929
  - Theodore E. Burton, 77, amerikansk republikansk politiker, senator (Ohio) 1909–1915 och 1928–1929
  - Bernhard von Bülow, 80, tysk rikskansler 1900–1909
- 1942 – Bruno Tacke, 81, tysk lantbrukskemist
- 1944 – Paul Gasq, 84, fransk skulptör
- 1959 – Camilo Cienfuegos, 27, kubansk revolutionär
- 1964 – Harold H. Burton, 76, amerikansk republikansk politiker och jurist, senator (Ohio) 1941–1945
- 1965 – Luigi Amoroso, 79, italiensk nationalekonom
- 1968 – Wilber M. Brucker, 74, amerikansk republikansk politiker
- 1977 – Bruno Streckenbach, 75, tysk SS-officer
- 1978 – Margareta Fahlén, 60, svensk skådespelare
- 1984 – Knut Nordahl, 64, svensk fotbollsspelare, OS-guld 1948, VM-brons 1950
- 1990 – Geminio Ognio, 72, italiensk vattenpolospelare
- 1993 – Doris Duke, 80, amerikansk arvtagare och filantrop
- 1997 – Klaus Wunderlich, 66, tysk musiker
- 2002
  - Margaret Booth, 104, amerikansk filmklippare
  - John Burman, 80, svensk dansare
- 2004 – Marianne Nielsen, 86, svensk skådespelare
- 2005 – Richard Smalley, 62, amerikansk kemist, mottagare av Nobelpriset i kemi 1996
- 2006 – Trevor Berbick, 52, jamaicansk boxare
- 2008
  - Buck Adams, 52, amerikansk porrskådespelare
  - Pak Song-chol, 95, nordkoreansk tidigare premiärminister och vicepresident
- 2009 – Ingvar Carlsson, 62, svensk rallyförare
- 2010 – James MacArthur, 72, amerikansk skådespelare
- 2011 – Alvin Schwartz, 94, amerikansk seriemanusförfattare
- 2013
  - Tadeusz Mazowiecki, 86, polsk politiker, premiärminister 1989–1991
  - Ike Skelton, 81, amerikansk demokratisk politiker, kongressledamot 1977–2013
- 2014 – Michael Sata, 77, zambisk politiker, president 2011–2014
- 2019 – Kay Hagan, 66, amerikansk demokratisk politiker, senator för North Carolina 2009–2015
- 2022 – Jerry Lee Lewis, 87, amerikansk sångare och pianist
- 2023
  - Adam Johnson, 29, amerikansk ishockeyspelare
  - Matthew Perry, 54, amerikansk-kanadensisk skådespelare
  - Károly Hauszler, 71, ungersk vattenpolospelare

### Fotnoter
1. ↑  ”Bilens dag”. http://bilensdag.se/. Läst 28 juli 2019.
2. ↑  ”Universitetets namnsdagsalmanacka - Universitetets almanacksbyrå”. almanakka.helsinki.fi. Helsingfors universitet. https://almanakka.helsinki.fi/sv/kalender-2025/. Läst 22 februari 2025.
3. ↑  ”Namnsdagsrevideringar - Universitetets almanacksbyrå”. almanakka.helsinki.fi. Helsingfors universitet. https://almanakka.helsinki.fi/sv/namnsdagar/namnsdagsrevideringar.html. Läst 3 oktober 2020.
4. ↑  ”Kristeligt Dagblad”. 29 oktober 2004. Arkiverad från originalet den 31 oktober 2013. https://web.archive.org/web/20131031080904/http://www.kristeligt-dagblad.dk/artikel/97029:Kultur--For-lang-og-tro-tjeneste. Läst 26 september 2011.
5. ↑  SAS. ”SAS removes Dash 8 Q400 from service permanently”. http://www.sasgroup.net/en/sas-removes-dash-8-q400-from-service-permanently/.
6. ↑  Ewa Stenberg (28 oktober 2007). ”SAS slutar flyga Dashplanen”. Dagens Nyheter. Arkiverad från originalet den 29 oktober 2007. https://web.archive.org/web/20071029144049/http://www.dn.se/DNet/jsp/polopoly.jsp?d=147&a=710085.